# Milano-Torino 1985
La Milano-Torino 1985, settantunesima edizione della corsa, si svolse il 2 marzo 1985 su un percorso di 226 km complessivi. Fu vinta dall'italiano Daniele Caroli, giunto al traguardo con il tempo di 5h42'47" alla media di 39,559 km/h.
I corridori che partirono furono 142, mentre coloro che tagliarono il traguardo furono 43.

## Ordine d'arrivo (Top 10)
| Pos. | Corridore         | Squadra                | Tempo    |
| ---- | ----------------- | ---------------------- | -------- |
| 1    | Daniele Caroli    | Santini-Krups          | 5h42'47" |
| 2    | Stefan Mutter     | Carrera-Inoxpran       | s.t.     |
| 3    | Dante Morandi     | Atala-Campagnolo       | a 25"    |
| 4    | Urs Freuler       | Atala-Campagnolo       | a 29"    |
| 5    | Davis Phinney     | 7-Eleven               | s.t.     |
| 6    | Silvestro Milani  | Malvor-Bottecchia      |          |
| 7    | Paolo Rosola      | Sammontana-Bianchi     |          |
| 8    | Adriano Baffi     | Ariostea               |          |
| 9    | Gianni Zola       | Superm. Brianzoli      |          |
| 10   | Luciano Rabottini | Vini Ricordi-Pinarello |          |